# Ochthebius coomani
Ochthebius coomani är en skalbaggsart som beskrevs av Armand D'Orchymont 1925. Ochthebius coomani ingår i släktet Ochthebius och familjen vattenbrynsbaggar. Inga underarter finns listade i Catalogue of Life.